# هرمان لینکباخ
هرمان لینکباخ (آلمانی: Hermann Linkenbach; ۸ آوریل ۱۸۸۹ – ۳۰ ژوئن ۱۹۵۹) سوارکار اهل آلمان بود.